# Kröndlhorn
Le Kröndlhorn est une montagne qui s’élève à 2 444 m d’altitude dans les Alpes de Kitzbühel, en Autriche.